# Svetla Dimitrova
Svetla Stefanova Dimitrova (bulgariska: Светла Стефанова Димитрова), född den 27 januari 1970 i Burgas, är en bulgarisk före detta friidrottare som under sin aktiva karriär tävlade i sjukamp och senare på 100 meter häck.
Dimitrova började sin aktiva karriär som sjukampare och blev juniorvärldsmästare både 1986 och 1988. Dimitrova deltog vid Olympiska sommarspelen 1988 i Seoul där hon slutade på tolfte plats. Året efter åkte hon fast för dopning och stängdes av.[källa behövs]
Dimitrova var tillbaka 1992 där hon presterade ett personligt rekord vid mångkampstävlingen i Götzis på 6 658 poäng. Året efter deltog hon vid VM i Stuttgart där hon slutade på fjärde plats. Det var hennes sista mångkamp i ett stort mästerskap.
Mästerskapet i Stuttgart var även hennes första där hon tävlade på 100 meter häck. I Stuttgart misslyckades hon med att ta sig vidare till final. Bättre gick det året därefter då hon vid europamästerskapet i Helsingfors vann guld. Hon deltog i de Olympiska sommarspelen 1996 i Atlanta men åkte ut redan i kvartsfinalen. 
Hennes främsta lopp kom i stället vid VM 1997 i Aten där hon blev tvåa åtta hundradelar efter Ludmila Engquist. Året efter vid EM i Budapest tog Dimitrova sin andra raka guldmedalj. Vid VM 1999 slutade hon precis utanför prispallen på en femte plats och vid hennes sista större mästerskap de Olympiska sommarspelen 2000 misslyckades hon att ta sig till final.